# Ivica Miškulin
Ivica Miškulin (Slavonski Brod, 13. kolovoza 1979.) hrvatski je povjesničar i sveučilišni profesor. Njegov rad usmjeren je na političku povijest i na Domovinski rat.

## Životopis
Ivica Miškulin rođen je 1979. godine u Slavonskom Brodu gdje je pohađao jezičnu gimnaziju. Godine 1997. upisao je studij povijest i sociologije na Filozofskom fakultet u Zagrebu gdje je i diplomirao 2005. Doktorirao je 2009. na Fakultetu hrvatskih studija u Zagrebu na temu “Međunarodna zajednica i zapadna Slavonija 1991. – 1995.”. Od 2002. zaposlen je u Hrvatskom institutu za povijest gdje je bio do 2010. kada prelazi na Hrvatsko katoličko sveučilište. Ondje predaje kolegije iz područja 20. stoljeća i Domovinskog rata.
Član je Hrvatske demokratske zajednice, a 2024. bio je na listi na parlamentarnim izborima.

## Djela
Nepotpun popis:
- Imas puska, imas pistol? O mirovnim operacijama Ujedinjenih naroda u zapadnoj Slavoniji, Hrvatski institut za povijest - Podružnica za povijest Slavonije, Srijema i Baranje, Slavonski Brod, 2015.
- Šeks. Politička biografija, Alfa, Zagreb, 2017.
- Usta širom zatvorena: delikt mišljenja u komunističkoj Hrvatskoj 1980. - 1990., AGM, Zagreb, 2021.

## Vanjske poveznice
- Berlin je 1917. godine Lenjinu izdao kartu za vlak koji je doveo do crvene revolucije, Večernji list, Autor: Ivica Miškulin, 6. prosinca 2018.
- Nepoznati Mato Lovrak: Bio je strastveni pribićevićevac, djecu je učio da su Jugoslaveni, Večernji list, Autor: Ivica Miškulin, 17. veljače 2019.